# Hermann Loew
Friedrich Hermann Loew (n. 19 iulie 1807, Weißenfels, Regatul Saxoniei, Germania – d. 21 aprilie 1879, Halle (Saale), Imperiul German) a fost un entomolog german care s-a specializat în studiul dipterelor. A descris multe specii și a fost primul specialist care a lucrat la Diptera of the United States. 

## Insecte numite după Loew
- Trichosoma loewii Zeller
- Albulina loewii
- Scymnus loewii Mulsant
- Aleuropteryx loewii Klapálek
- Acrotelus loewii Reuter
- Damioseca loewii Carvalho
- Phytomyza loewii Hendel
- Meromacrus loewii
- Trapezostigma loewii
- Pterophorus loewii
- Plejus loewii
- Argyra loewii Kowarz
- Ocnaea loewi Cole
- Campiglossa loewiana
- Loewiella Williston
- Loewia Egger
- Muscina angustifrons[5]

## Lucrări
- 1837: Dipterologische Notizen. In: Wiener Entomologische Monatsschrift. Band 1, S. 1–10, Wien 1837.
- 1840: Über die im Großherzogtum Posen aufgefundenen Zweiflügler [Reprint: Bemerkungen über die in der Posener Gegend einheimischen Arten mehrerer Zweiflügler-Gattungen. Posen, 1840, S. 1–40]. In: Isis. S. 512–584, Jena 1840.
- 1844: Beschreibung einiger neuer Gattungen der europäischen Dipterenfauna. In: Stettiner entomologische Zeitung. Band 5, S. 114–130, 154–173, 165–168, Szczecin (= Stettin) 1844.
- 1844: Dioctria hercyniae, eine neue Art. In: Stettiner entomologische Zeitung. Band 5, S. 381–382, Szczecin (= Stettin) 1844.
- 1847: Dipterologisches. In: Stettiner entomologische Zeitung. Band 8, S. 368–376, Szczecin (= Stettin) 1847.
- 1847: Über die europäischen Raubfliegen (Diptera, Asilica). In: Linnaea entomologica. Band 2, S. 384–568, 585–591, Szczecin (= Stettin) und Berlin 1847.
- 1847: Nomina systematica generum dipterorum, tam viventium quam fossilium, secundum ordinem alphabeticum disposita, adjectis auctoribus, libris in quibus reperiuntur, anno editionis, etymologia et familiis ad quas pertinent. In: Agassiz: Nomenclator zoologicus. Solothurn 1847, Fasc. 9/10
- 1848: Ueber die europäischen Arten der Gattung Eumerus. In: Stettiner entomologische Zeitung. Band 9, S. 118–128, Szczecin (= Stettin) 1848.
- 1848: Ueber die europäischen Raubfliegen (Diptera, Asilica). In: Linnaea entomologica. Band 3, S. 386–495, Szczecin (= Stettin) und Berlin 1848.
- 1849: Ueber die europäischen Raubfliegen (Diptera, Asilica). In: Linnaea entomologica. Band 4, S. 1–155, Szczecin (= Stettin) und Berlin 1849.
- 1850: Ueber den Bernstein und die Bernsteinfauna. In: Programm K. Realschule zu Meseritz 1850. S. 1–4, 1–44, Berlin 1850.
- 1851: Bemerkungen über die Familie Asiliden. In: Programm K. Realschule zu Meseritz 1851. S. 1–22, Berlin 1851.
- 1851: Nachträge zu den europäischen Asiliden. In: Linnaea entomologica. Band 5, S. 407–416, Szczecin (= Stettin) und Berlin 1851.
- 1852: Diagnosen der Dipteren von Peter's Reise in Mossambique. In: Bericht über die Verhandlungen der Königlichen Preussischen Akademie der Wissenschaften zu Berlin 1852. S. 658–661, Berlin 1852.
- 1853: Neue Beiträge zur Kenntnis der Dipteren. Erster Beitrag. In: Programm K. Realschule zu Meseritz 1853. S. 1–37, Berlin 1853.
- 1854: Neue Beiträge zur Kenntnis der Dipteren. Zweiter Beitrag. In: Programm K. Realschule zu Meseritz 1854. S. 1–24, Berlin 1854.
- 1855: Vier neue griechische Diptera. In: Stettiner entomologische Zeitung. Band 16, S. 39–41, Szczecin (= Stettin) 1855.
- 1856: Diptera. In: Rosenhauer: Die Thiere Anadalusien nach dem Resultate einer Reise zusammengestellt. Blaesing, Erlangen 1856.
- 1856: Neue Beiträge zur Kenntnis der Dipteren. Vierter Beitrag. In: Programm K. Realschule zu Meseritz 1856. S. 1–57, Berlin 1856.
- 1857: Dipterologische Mittheilungen. In: Wiener Entomologische Monatsschrift. Band 1, S. 33–56, S. 36–37, Wien 1857.
- 1857: Dipterologische Notizen. In: Wiener Entomologische Monatsschrift. Band 1, S. 1–10, Wien 1857.
- 1857: Dischistus multisetosus und Saropogon aberrans, zwei neue europäische Dipteren. In: Stettiner entomologische Zeitung. Band 18, S. 17–20, Szczecin (= Stettin) 1857.
- 1858: Bericht über die neueren Erscheinungen auf dem Gebiete der Dipterologie. In: Berliner entomologische Zeitschrift. Band 2, S. 325–349, Berlin 1858.
- 1858: Beschreibung einiger japanischer Dipteren. In: Wiener Entomologische Monatsschrift. Band 2, S. 100–112, Wien 1858.
- 1858: Bidrag till kännendomen om Afrikas Diptera. In: Öfvers. Svenska Vet. — Akad. Förhandl. Band 14(9), 1857, S. 337–383 (342–367).
- 1859: Bidrag till kännendomen om Afrikas Diptera. In: Öfvers. Svenska Vet. — Akad. Förhandl. Band 15, 1858, S. 335–341 (337–339).
- 1859: Ueber die europäischen Helomyzidae und die in Schlesien vorkommenden Arten derselben. In: Linnaea entomologica. Band 13, 1859, S. 3–80. (online)
- 1860: Die Dipteren-Fauna Südafrikas. Erste Abtheilung. In: Abhandlungen des Naturwissenschaftlichen Vereins für Sachsen und Thüringen. Band 2, 1858–1861, S. 56–402, S. 128–244, Halle.
- 1860: Drei von Herrn Dr.Friedr.Stein in Dalmatien entdeckte Dipteren. In: Wiener Entomologische Monatsschrift. Band 4, S. 20–24, Wien 1860.
- 1861: Diptera aliquot in insula Cuba collecta. In: Wiener Entomologische Monatsschrift. Band 5, S. 33–43, Wien 1861.
- 1861: Die europäischen Arten der Gattung Stenopogon. In: Wiener Entomologische Monatsschrift. Band 5, S. 8–13, Wien 1861.
- 1862: Diptera Americae septentrionalis indigena. In: Berliner entomologische Zeitschrift. Band 6, S. 185–232, S. 188–193, Berlin 1862.
- 1862: Diptera In: Zweiflügler In: Wilhelm C. H. Peters: Reise nach Mossambique auf Befehl Sr Maj. des Königs Friedrich Wilhelm IV. in den Jahren 1842–1848 ausgeführt. 5. Insecten u. Amphibien. Reimer, Berlin 1862.
- 1862: Ueber einige bei Varna gefangene Dipteren. In: Wiener Entomologische Monatsschrift. Band 6, S. 161–175, Wien 1862.
- 1862: Ueber griechische Dipteren. In: Berliner entomologische Zeitschrift. Band 6, S. 69–89, Berlin 1862.
- 1863: Enumeratio dipterorum quae C.Tollin ex Africa merdionali (Orangestaat, Bloemfontein) misit. In: Wiener Entomologische Monatsschrift. Band 7, S. 9–16, Wien 1863.
- 1865: Ueber einige bei Kutais in Imeretien gefangene Dipteren. In: Berliner entomologische Zeitschrift. Band 9, S. 234–242, Berlin 1865.
- 1866: Diptera Americae septentrionalis indigena. In: Berliner entomologische Zeitschrift. Band 10, S. 1–54, S. 15–37, Berlin 1866.
- 1868: Cilicische Dipteren und einige mit ihnen concurrirende Arten. In: Berliner entomologische Zeitschrift. Band 12, S. 369–386, Berlin 1868.
- 1869: Beschreibungen europäischer Dipteren. Systematische Beschreibung der bekannten europäischen zweiflügligen Insecten von Johann Wilhelm Meigen. Band I. Halle 1869, S. 61–121.
- 1870: Diptera. In: L. von Heyden: Entomologische Reise nach dem südlichen Spanien der Sierra Guadarrrama und Sierra Morena, Portugal und den Cantabrischen Gebirge mit Beschreibung der neuen Arten. Berlin 1870, S. 211–212.
- 1870: Lobioptera speciosa Meig. und decora nov.sp.. In: Zeitschrift für die gesamte Naturwissenschaft. Band 35, S. 9–14, Braunschweig, Berlin-Dahlem 1870.
- 1870: Ueber die von Herrn Dr.G.Seidlitz in Spanien gesammelten Dipteren. In: Berliner entomologische Zeitschrift. Band 14, S. 137–144, Berlin 1870.
- 1871: Beschreibungen europäischer Dipteren. Systematische Beschreibung der bekannten europäischen zweiflügligen Insecten von Johann Wilhelm Meigen. Band II. Halle 1871, S. 70–196.
- 1872: Diptera Americae septentrionalis indigena. In: Berliner entomologische Zeitschrift. Band 16, S. 49–115, S. 62–74, Berlin 1872.
- 1873: Bemerkungen über die von Herrn F. Walker im 5. Bande des Entomologist beschriebenen ägyptischen und arabischen Dipteren. In: Zeitschrift für die gesamte Naturwissenschaft. Band 42, S. 105–109, Braunschweig, Berlin-Dahlem 1873.
- 1873: Beschreibungen europäischer Dipteren. Systematische Beschreibung der bekannten europäischen zweiflügligen Insecten von Johann Wilhelm Meigen. Band III. Halle 1873, S. 120–144.
- 1874: Diptera nova a Hug.Theod.Christopho collecta. In: Zeitschrift für die gesamte Naturwissenschaft. Band 43, Neue Folge Band 9, S. 413–420, Braunschweig, Berlin-Dahlem 1874.
- 1874: Neue nordamerikanische Dasypogonina. In: Berliner entomologische Zeitschrift. 18, S. 353–377, Berlin 1874.
- 1874: Ueber die Arten der Gattung Blepharotes Westw. In: Zeitschrift für die gesamte Naturwissenschaft. Band 10, 44, S. 71–75, Braunschweig, Berlin-Dahlem 1874.
- 1881: Stein: Die Löw’sche Dipteren-Sammlung. In: Stettiner Entomologische Zeitung. Band 42, S. 489–491, Szczecin (= Stettin) 1881.